# Pseudogaillonia
Pseudogaillonia  es un género de plantas con flores perteneciente a la familia de las rubiáceas. Incluye una sola especie: Pseudogaillonia hymenostephana (Jaub. & Spach) Linchevskii (1973).
Es nativo de India y Arabia.